# Darzens-condensatie
De Darzens-condensatie (ook de glycidylestercondensatie genoemd) is een organische reactie waarbij een keton of aldehyde met een α-gehalogeneerd ester reageert tot een α,β-epoxyester (ook wel een glycidylester genoemd):
De reactie werd in 1904 ontdekt door de Duitse scheikundige Auguste George Darzens.

## Reactiemechanisme
De reactie start met de deprotonering van de α-gehalogeneerde ester door middel van een sterke base (doorgaans een alkoxide, zoals natriumethoxide, om transesterificatie te vermijden), waarbij op de α-positie een carbanion gevormd wordt. Dit carbanion wordt gestabiliseerd door resonantie met de carbonylgroep (enolaatvormig) alsook door het elektronenzuigende halogeenatoom. Het gevormde enolaat is een goed nucleofiel en kan een nucleofiele additie op het keton of aldehyde uitvoeren, waardoor een koolstof-koolstofbinding wordt gevormd. Het ontstane alkoxide kan via een SN2-reactie het halogeenatoom uitstoten, waardoor een epoxide wordt gevormd.
Aangezien tijdens de reactie netto waterstofchloride vrijkomt, is dit een condensatiereactie.
Naast een α-gehalogeneerd ester kan ook een α-gehalogeneerd keton worden aangewend als substraat, maar dan is het reactieproduct een α,β-epoxyketon. Het risico bij deze reactie is dat zelfcondensatie optreedt: een gedeprotoneerd α-gehalogeneerd keton reageert met een niet-geprotoneerd α-gehalogeneerd keton en daardoor wordt een mengsel gevormd. Aangezien het elektrofiele karakter van een ester lager ligt dan dat van een keton, treedt dit soort nevenreacties niet op.

## Vervolgreactie
Het reactieproduct van de Darzens-condensatie kan verder omgevormd worden. De hydrolyse van de ester met natriumhydroxide en waterstofchloride tot het α,β-epoxycarbonzuur (3) leidt naar verhitting tot decarboxylering en daarbij wordt een keton (4) gevormd: